# Soul Militia

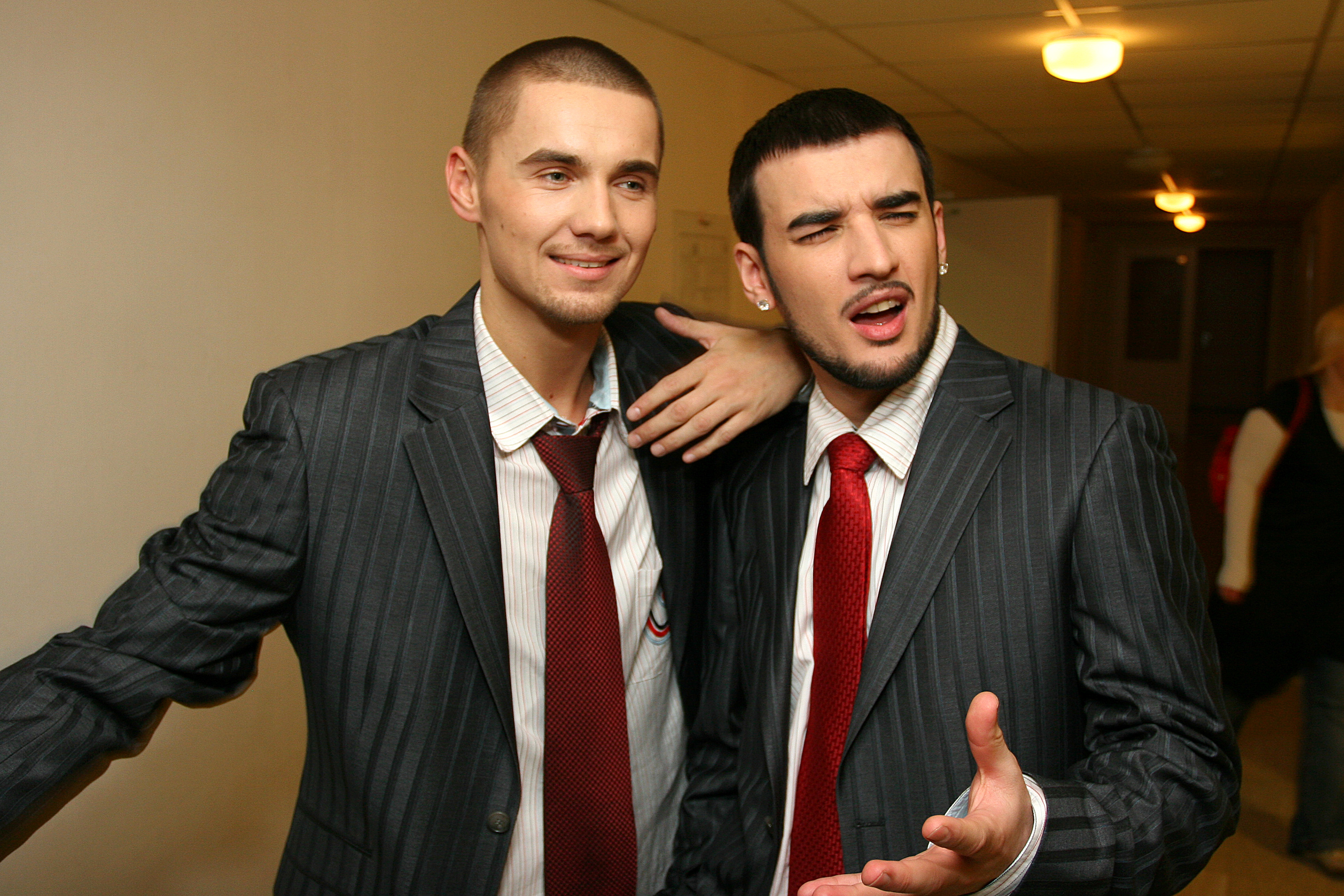
Lauri Pihlap e Kaido Põldma em 2007.

Soul Militia é um grupo estónio de  hip hop fundado em 1997.
A banda ganhou  Festival Eurovisão da Canção 2001 com o nome 2XL acompanhando  Tanel Padar e  Dave Bentonpara a Estónia/Estônia graças à canção Everybody. En 2002, a banda mudou o nome para Soul Militia. Participaram novamente nas eliminatórias estonianas em 2007, com a cançãoMy Place.

## Membros
- Lauri Pihlap ("Lowry")
- Sergei Morgun ("Semy")
- Kaido Põldma ("Craig")
- Indrek Soom ("Ince"), quitte le groupe en 2004

## Discografia

### Álbuns
- 2002, On The Rise
- 2004, Silence Before The Storm

### Singles
- 2002, Whutcha Want
- 2002, Mind Made Up
- 2003, Freak In Me
- 2003, Hey Mami
- 2004, Say It
- 2004, Tõmbab Käima avec Chalice
- 2005, Never Go Away
- 2006, Tule Kui Leebe Tuul
- 2007, My Face